# Leek, Staffordshire
Leek är en stad och civil parish i grevskapet Staffordshire i England. Staden är huvudort i distriktet Staffordshire Moorlands och ligger vid floden Churnet, cirka 14 kilometer nordost om Stoke-on-Trent. Tätortsdelen (built-up area sub division) Leek hade 19 624 invånare vid folkräkningen år 2011. Leek fick sitt kungliga privilegium (Royal Charter) år 1214.

## Ekonomi
Leek har haft en boskapsmarknad i hundratals år, vilket speglar stadens roll som ett centrum för det lokala jordbruket. Under den industriella revolutionen blev Leek en stor tillverkare av textilier, särskilt silkesarbete dominerade det industriella landskapet. Den industrin är numera nedlagd. Industribyggnaderna håller på att omvandlas till bostäder.